# Johann Schop
Johann Schop (ur. około 1590 w Dolnej Saksonii, zm. 1667 w Hamburgu) – niemiecki kompozytor.

## Życiorys
Grał na skrzypcach, lutni, kornecie i puzonie. Od 1614 roku był członkiem kapeli książęcej na dworze w Wolfenbüttel. W latach 1615–1619 przebywał na dworze Chrystiana IV w Kopenhadze, skąd uciekł w obawie przed zarazą. W 1621 roku otrzymał posadę skrzypka miejskiego w Hamburgu. W 1634 roku wystąpił wspólnie z Heinrichem Schützem na ślubie księcia duńskiego Chrystiana w Kopenhadze. Jego synowie Johann i Albert również zostali muzykami.
Był jednym z pierwszych niemieckich twórców muzyki instrumentalnej. W jego utworach dostrzegalne są wpływy violistów angielskich i skrzypków włoskich. Tworzył także wokalno-instrumentalne utwory religijne, w których wprowadzał technikę koncertującą i chorał.